# 里雷山
69°29′S 68°0′W / 69.483°S 68.000°W
里雷山是南極洲的山峰，位於帕爾默地，處於埃傑爾山和金尼爾山脈之間，由英國探險隊繪入地圖，現時由南極條約體系管理。